# Sarcoxie
Sarcoxie är en stad (city) i Jasper County i Missouri. Vid 2010 års folkräkning hade Sarcoxie 1 330 invånare.

## Kända personer från Sarcoxie
- G. Lloyd Spencer, politiker